# Nombre 165
El nombre 165 (CLXV) és el nombre natural que segueix el nombre 164 i precedeix el nombre 166.
La seva representació binària és 10100101, la representació octal 245 i l'hexadecimal A5.
La seva factorització en nombres primers és 3×5×11; altres factoritzacions són 1×165 = 3×55 = 5×33 = 11×15; és un nombre 3-gairebé primer: 11 × 3 × 5 = 165.